# Nature Valley International 2021

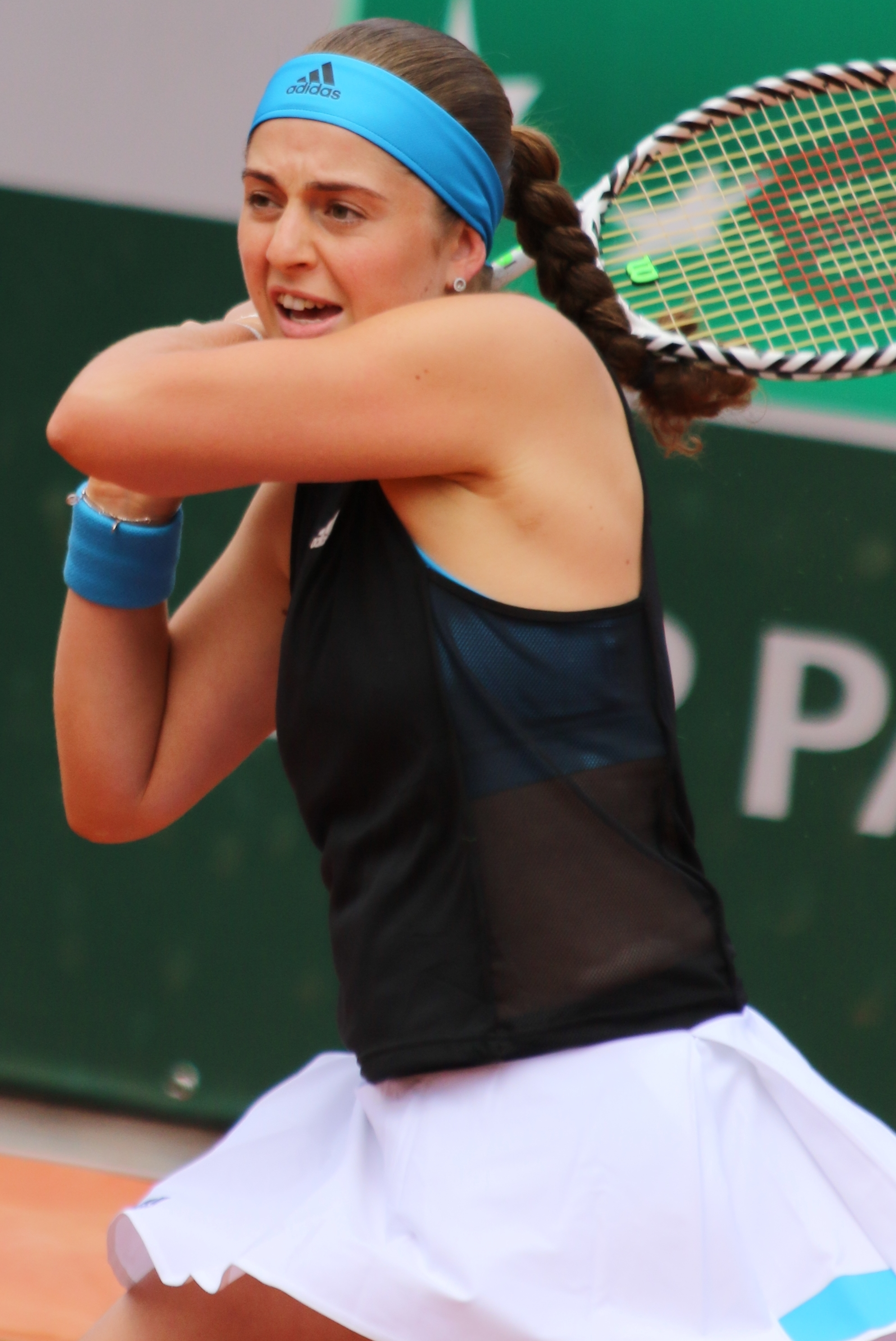
Jelena Ostapenko, vincitrice dell'edizione singolare femminile del torneo

Il Nature Valley International 2021 è stato un torneo combinato di tennis maschile e femminile giocato su campi in erba all'aperto. È stata la 46ª edizione dell'evento per le donne e la 10ª edizione per gli uomini. Appartiene alle categorie WTA 500 nel WTA Tour 2021 e come ATP Tour 250 nell'ATP Tour 2021. Il torneo si è svolto al Devonshire Park Lawn Tennis Club di Eastbourne, nel Regno Unito, tra il 21 e 26 giugno 2021.

## Partecipanti ATP

### Teste di serie
| Nazionalità | Giocatrice                  | Ranking* | Testa di serie |
| ----------- | --------------------------- | -------- | -------------- |
| Francia     | Gaël Monfils                | 16       | 1              |
| Australia   | Alex de Minaur              | 22       | 2              |
| Italia      | Lorenzo Sonego              | 26       | 3              |
| Georgia     | Nikoloz Basilašvili         | 30       | 4              |
| Stati Uniti | Reilly Opelka               | 32       | 5              |
| Spagna      | Alejandro Davidovich Fokina | 35       | 6              |
| Spagna      | Albert Ramos Viñolas        | 38       | 7              |
| Kazakistan  | Aleksandr Bublik            | 39       | 8              |
| Regno Unito | Cameron Norrie              | 41       | 9              |

* Ranking al 14 giugno 2021.

### Altri partecipanti
I seguenti giocatori hanno ricevuto una wild card per il tabellone principale:
- Liam Broady
- Jay Clarke
- James Ward

I seguenti giocatori sono passati dalle qualificazioni:

- James Duckworth
- Il'ja Ivaška
- Michail Kukuškin
- Mikael Ymer

I seguenti giocatori sono entrati nel tabellone principale come lucky loser:
- Norbert Gombos
- Alastair Gray
- Max Purcell
- Andreas Seppi

### Ritiri
Prima del torneo
- Nikoloz Basilašvili → sostituito da  Andreas Seppi
- Marin Čilić → sostituito da  Vasek Pospisil
- Laslo Đere → sostituito da  Alastair Gray
- Taylor Fritz → sostituito da  Yoshihito Nishioka
- Richard Gasquet → sostituito da  Max Purcell
- Aslan Karacev → sostituito da  Emil Ruusuvuori
- Filip Krajinović → sostituito da  Dominik Koepfer
- Cameron Norrie → sostituito da  Norbert Gombos
- Benoît Paire → sostituito da  Alexei Popyrin
- Stan Wawrinka → sostituito da  Aljaž Bedene

## Partecipanti al doppio ATP

### Teste di serie
| Nazione     | Giocatore            | Nazione     | Giocatore     | Ranking* | Testa di serie |
| ----------- | -------------------- | ----------- | ------------- | -------- | -------------- |
| Croazia     | Nikola Mektić        | Croazia     | Mate Pavić    | 3        | 1              |
| Colombia    | Juan Sebastián Cabal | Colombia    | Robert Farah  | 9        | 2              |
| Stati Uniti | Rajeev Ram           | Regno Unito | Joe Salisbury | 21       | 3              |
| Polonia     | Łukasz Kubot         | Brasile     | Marcelo Melo  | 35       | 4              |

* Ranking al 14 giugno 2021.

### Altri partecipanti
Le seguenti coppie hanno ricevuto una wildcard per il tabellone principale:
- Lloyd Glasspool /  Harri Heliövaara
- Alastair Gray /  Luke Johnson

### Ritiri
Prima del torneo
- Jamie Murray /  Bruno Soares → sostituiti da  Luke Bambridge /  Jamie Murray
- Łukasz Kubot /  Marcelo Melo → sostituiti da  Aleksandr Bublik /  Nicholas Monroe
- Marin Čilić /  Ivan Dodig → sostituiti da  Hugo Nys /  Jonny O'Mara

## Partecipanti WTA

### Teste di serie
| Nazionalità | Giocatrice               | Ranking* | Testa di serie |
| ----------- | ------------------------ | -------- | -------------- |
| Bielorussia | Aryna Sabalenka          | 4        | 1              |
| Ucraina     | Elina Svitolina          | 6        | 2              |
| Canada      | Bianca Andreescu         | 7        | 3              |
| Polonia     | Iga Świątek              | 9        | 4              |
| Rep. Ceca   | Karolína Plíšková        | 10       | 5              |
| Svizzera    | Belinda Bencic           | 12       | 6              |
| Belgio      | Elise Mertens            | 17       | 7              |
| Russia      | Anastasija Pavljučenkova | 19       | 8              |

* Ranking al 14 giugno 2021.

### Altre partecipanti
Le seguenti giocatrici hanno ricevuto una wild card per il tabellone principale:
- Harriet Dart
- Jeļena Ostapenko
- Samantha Stosur
- Heather Watson

Le seguenti giocatrici sono passate dalle qualificazioni:

- Camila Giorgi
- Viktorija Golubic
- Marta Kostjuk
- Christina McHale
- Bernarda Pera
- Vera Zvonarëva

Le seguenti giocatrici sono entrate nel tabellone principale come lucky loser:
- Shelby Rogers
- Anastasija Sevastova

### Ritiri
Prima del torneo
- Madison Keys → sostituita da  Anastasija Sevastova
- Sofia Kenin → sostituita da  Donna Vekić → sostituita da  Shelby Rogers
- Johanna Konta → sostituita da  Dar'ja Kasatkina

## Partecipanti al doppio WTA
| Nazione       | Giocatrice      | Nazione       | Giocatrice       | Ranking* | Testa di serie |
| ------------- | --------------- | ------------- | ---------------- | -------- | -------------- |
| Stati Uniti   | Nicole Melichar | Paesi Bassi   | Demi Schuurs     | 19       | 1              |
| Giappone      | Shūko Aoyama    | Giappone      | Ena Shibahara    | 26       | 2              |
| Cile          | Alexa Guarachi  | Stati Uniti   | Desirae Krawczyk | 32       | 3              |
| Taipei cinese | Chan Hao-ching  | Taipei cinese | Latisha Chan     | 42       | 4              |

* Ranking al 31 maggio 2021.

### Altri partecipanti
Le seguenti coppie hanno ricevuto una wildcard per il tabellone principale:
- Harriet Dart /  Heather Watson

Le seguenti coppie di giocatrici sono entrate in tabellone come ranking protetto:
- Veronika Kudermetova /  Elena Vesnina
- Bethanie Mattek-Sands /  Sania Mirza
- Samantha Stosur /  Coco Vandeweghe

### Ritiri
Prima del torneo
- Hayley Carter /  Luisa Stefani → sostituite da  Hayley Carter /  Nao Hibino

## Punti e montepremi

### Punti
| Evento              | V   | F   | SF  | QF  | 2T   | 1T | Q    | Q2   | Q1   |
| Singolare maschile  | 250 | 150 | 90  | 45  | 20   | 0  | 12   | 6    | 0    |
| Singolare femminile | 470 | 305 | 185 | 100 | 55   | 1  | 25   | 13   | 1    |
| Doppio maschile     | 250 | 150 | 90  | 45  | N.D. | 0  | N.D. | N.D. | N.D. |
| Doppio femminile    | 470 | 305 | 185 | 100 | N.D. | 1  | N.D. | N.D. | N.D. |

### Montepremi
| Evento              | V        | F        | SF       | QF       | 2T       | 1T      | Q    | Q2      | Q1      |
| Singolare maschile  | $ 53,680 | $ 38,485 | $ 27,400 | $ 18,265 | $ 11,740 | $ 7,065 | N.D. | $ 3,450 | $ 1,795 |
| Singolare femminile | $ 68,570 | $ 51,000 | $ 32,400 | $ 13,800 | $ 7,425  | $ 5,800 | N.D. | $ 5,000 | $ 2,565 |
| Doppio maschile     | $ 20,050 | $ 14,350 | $ 9,460  | $ 6,145  | N.D.     | $ 3,600 | N.D. | N.D.    | N.D.    |
| Doppio femminile    | $ 25,230 | $ 17,750 | $ 10,000 | $ 5,500  | N.D.     | $ 3,500 | N.D. | N.D.    | N.D.    |

## Campioni

### Singolare maschile
Alex de Minaur ha sconfitto in finale  Lorenzo Sonego con il punteggio di 4-6, 6-4, 7-6(5)
- È il quinto titolo in carriera per De Minaur, il secondo della stagione.

### Singolare femminile
Jeļena Ostapenko ha sconfitto in finale  Anett Kontaveit con il punteggio di 6-3, 6-3.

### Doppio maschile
Nikola Mektić /  Mate Pavić hanno sconfitto in finale  Rajeev Ram /  Joe Salisbury con il punteggio di 6-4, 6-3.

### Doppio femminile
Shūko Aoyama /  Ena Shibahara hanno sconfitto in finale Nicole Melichar / Demi Schuurs con il punteggio di 6-1, 6-4.